# 維克托·金吉謝普

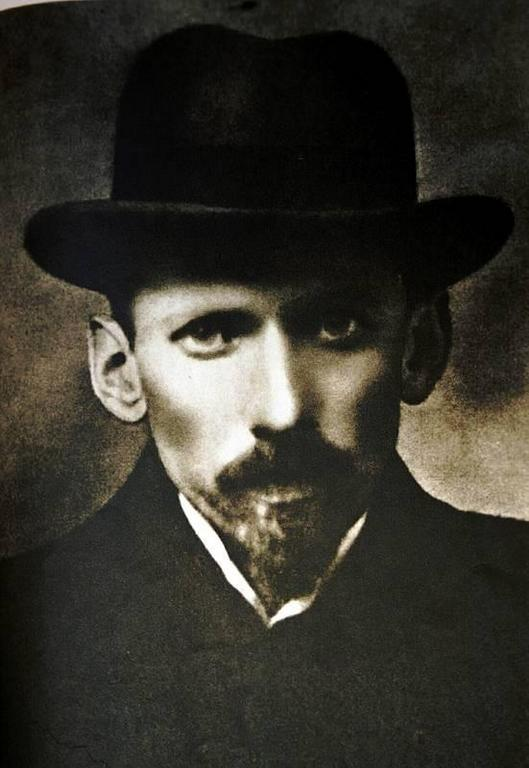
維克托·金吉謝普

維克托·爱德华·金吉謝普（1888年3月24日—1922年5月4日），爱沙尼亚共产主义政治家，爱沙尼亚共产党领导人，在圣彼得堡组织建立了俄国社会民主工党爱沙尼亚支部，1917年二月革命后加入布尔什维克和赤卫队。十月革命时担任爱沙尼亚革命苏维埃副主席，德军占领塔林后逃往彼得格勒。期间加入契卡，1918年8月参与逮捕了范妮·卡普兰。12月回到爱沙尼亚组织爱沙尼亚共产党并主持了1920年10月首届代表大会。1922年5月3日因五一节游行被爱沙尼亚政治警察逮捕后处决。

## 纪念
今俄罗斯列宁格勒州一城市1922年以金吉谢普命名。1952年，其出生地库雷萨雷改名为金吉謝普（1988年恢复原名）。